# 莱昂内尔·埃米特
莱昂内尔·埃米特（英語：Lionel Emmett，1913年1月8日—1996年8月9日），印度男子曲棍球运动员。他曾代表英属印度代表队参加1936年夏季奥林匹克运动会曲棍球比赛，获得一枚金牌。